# لوك بوتر
لوك بوتر (بالإنجليزية: Luke Potter)‏ (17 يوليو 1989 ببارنسلي في المملكة المتحدة - ) هو لاعب كرة قدم بريطاني في مركز الدفاع. لعب مع نادي بارنسلي ونادي كيترينغ تاون وستافورد رينجرز وAlfreton Town F.C. ‏.

## وصلات خارجية
- لوك بوتر على موقع قاعدة بيانات كرة القدم.إي يو (الإنجليزية)
- لوك بوتر على موقع Soccerbase.com (لاعب) (الإنجليزية)